# Swirling
Swirling ist ein Jazzalbum des Sun Ra Arkestra unter Leitung von Marshall Allen. Die 2019 im Rittenhouse Soundworks Studio, Philadelphia, entstandenen Aufnahmen erschienen am 9. Oktober 2020 auf Strut Records. Es ist das erste neue Studioalbum des Sun Ra Arkestra seit 1999.

## Hintergrund
Das Sun Ra Arkestra spielte auf dem Album einige der klassischen Kompositionen des Musikers und Arkestra-Gründers Sun Ra. Swirling war das erste Studioalbum seit über 20 Jahren, als Song for the Sun aufgenommen wurde. Unter der Leitung des Bandleaders Marshall Allen nahm das Arkestra in Philadelphia neue Arrangements von Sun-Ra-Stücken auf wie „Satellites Are Spinning“ (1966), „Door of the Cosmos“ (1979) oder „Angels and Demons at Play“ (1960). Swirling enthält auch die erste Aufnahme des Sun-Ra-Stücks „Darkness“, das nach seinem Tod 1993 in den Archiven des Pianisten gefunden wurde, sowie die Marshall-Allen-Komposition „Swirling“. Das Album enthält auch Werke von zwei langjährigen Arkestra-Mitgliedern, dem im März 2020 verstorbenen Saxophonisten Danny Ray Thompson und dem im Oktober 2018 verstorbenen Schlagzeuger und Perkussionisten Atakatune.

## Titelliste
- Sun Ra Arkestra: Swirling (Strut)[3]

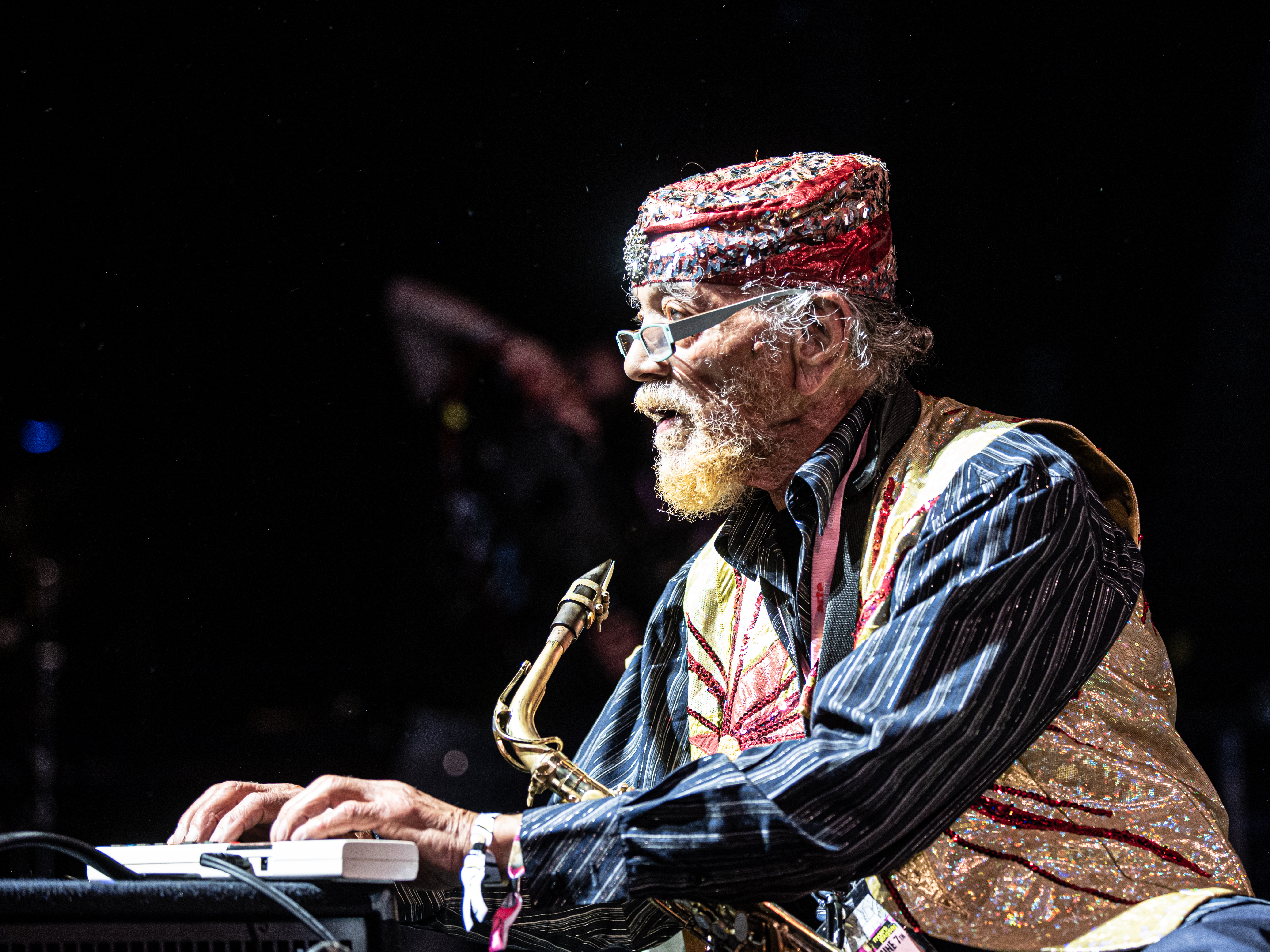
Marshall Allen beim Moers Festival 2019

1. Satellites Are Spinning / Lights on a Satellite
2. Seductive Fantasy
3. Swirling
4. Angels and Demons at Play
5. Sea of Darkness / Darkness
6. Rocket No. 9
7. Astro Black
8. Infinity / I’ll Wait for You
9. Sunology
10. Door of the Cosmos / Say

## Rezeption
Das Album erhielt 2022 eine Nominierung für die Grammy Awards in der Kategorie „Large Jazz Ensemble Album“.
Nach Ansicht von Phil Freeman (Stereogum) sei dies eigentlich eine Sache, die es vielleicht nicht geben sollte: ein Sun Ra Arkestra-Album ohne Sun Ra. Immerhin habe er dieses Reich für die nächste Zeit bereits im Jahr 1993 verlassen. Und obwohl die Gruppe Tonnen von Archivmaterial veröffentlicht hat, spielten hier Sun Ras Musiker unter der Führung des Saxophonisten Marshall Allen stark und machten es auf die alte Art und Weise. Sie mischten futuristische Texturen und Explosionen von rohem elektronischem Rauschen mit Big-Band-Arrangements, die bis in die 1930er-Jahre zurückreichen; so sei „Queer Notions“ fast ein ganzes Jahrhundert alt. Es wurde von Fletcher Henderson komponiert und erstmals 1922 mit dem jungen Coleman Hawkins am Tenor aufgenommen. Diese Version sei nervöser als die des ursprünglichen Arkestra, weil sie es auf weniger als drei Minuten komprimierten hätten und noch ein unheimliches Piano-Intro und Theremin- oder Synthesizer-Swoops hinzufügten.

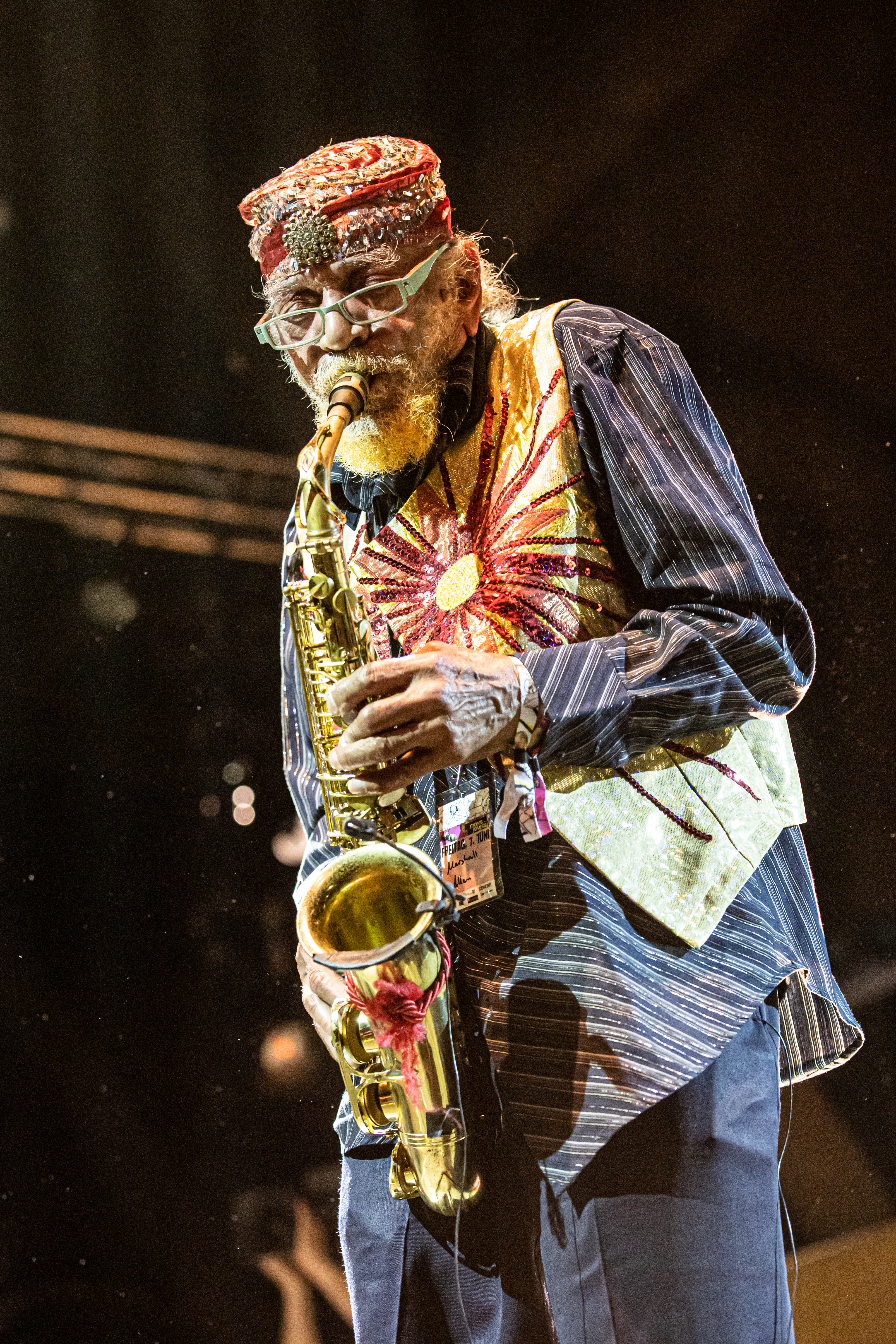
Marshall Allen beim Moers Festival 2019

Neil Spencer (The Guardian) schrieb, Sun Ra gelte seit seinem Tod im Jahr 1993 als Pionier des Afrofuturismus, dessen Einfluss von Funkadelic bis zu den Black Panthern reiche. Inzwischen sei Ras Band, das Arkestra, unermüdlich auf Tour gegangen, unter der Leitung des Altsaxophonisten Marshall Allen, inzwischen 96 Jahre alt. Dieses erste Album seit 20 Jahren sei eine inspirierte Hommage an den Meister und wiederhole berühmte Stücke wie „Satellites Are Spinning“ mit dem Versprechen „Ein besserer Tag bricht an / Das Erwachen des Planeten Erde“, das wunderschön von der Geigerin Tara Middleton gesungen werde. Sun Ra hat immer gesagt, dass seine Musik aus der Zukunft stammt… – resümiert der Autor – und jetzt sei sie angekommen.
Nach Ansicht von Peter Margasak (The Quietus) sei das Album eine brauchbare Ergänzung zum Erbe des Musikers. So leiste Swirling als Einführung in die Musik Sun ras für Neulinge einen ziemlich guten Job, auch wenn ihm das atmosphärische Knistern des Originalmaterials fehle. Doch es sei erfreulich, dass dieses Album existiere, schon allein, um die anhaltende Leistung des Arkestra zu würdigen und ihrem gepriesenen und sich entwickelnden Erbe eine neue Ebene der Nuance und Freude hinzuzufügen.
A.D. Amorosi schrieb in JazzTimes, für ein Album, das von flüchtigem Afrofuturismus, stacheliger Synkopierung und eckigem Alles Möglichem durchdrungen ist, sei Swirling eine fröhliche Angelegenheit. Es mache die Vergangenheit auf magische Weise zur Gegenwart und erinnere an die Zeit des verstorbenen Ra in Fletcher Hendersons Band in den 1940er-Jahren sowie an seine neckenden Avantgarde-Bemühungen der späten 1950er- und Mitte der 1970er-Jahre. Gleichermaßen vertreten sind zum ersten Mal Marshall Allens nervöse neo-traditionalistische Interpretationsfähigkeiten. Auch wenn alle bis auf zwei Titel aus dem Sun-Ra-Playbook stammten, verströme das Album dennoch eine verführerische Abenteuerlust, die auf dem letzten neuen Album des Arkestra, A Song for the Sun, nicht zu finden war.
Nach Ansicht von  Matthew Wright, der das Album im Jazz Journal rezensierte, sei die Musik des Albums „natürlich sehr nach dem Bild des großen Mannes [Sun Ra], eine Mischung aus atonalen, ausdrucksstarken Soli, die von dichten Arrangements untermauert werden.“ Dass die Dinge manchmal so locker seien, dass sie auseinanderfallen, sei von geringer Bedeutung – es komme auf den ansteckenden Geist an. Das Arkestra erzeuge einen Ozean von Geräuschen, der manchmal stürmisch sei und in Kakophonie und Chaos übergehe, aber zurückgenommen werde, um die Ordnung aufrechtzuerhalten und den Turbulenzen Stabilität zu verleihen. Tara Middletons Gesang wirke dabei beruhigend.
Die Redaktion von JazzTimes listete das Album auf Rang neun der besten Neuveröffentlichungen des Jahres. Die Redaktion der Zeitschrift Rolling Stone wählte das Album auf #48 in der Liste der besten Alben des Jahres 2020.